# Ruth Hiller
Ruth Hiller (5 mei 1916) was een schaatsster uit het Duitse Rijk. 

## Resultaten

### Wereldkampioenschappen
| Jaar | Jaar     | Plaats | Resultaten  | Resultaten                             |
| ---- | -------- | ------ | ----------- | -------------------------------------- |
| 1937 | Allround | Davos  | - Allround  | 6e 500 m 6e 1000 m 5e 3000 m - 5000 m  |
| 1938 | Allround | Oslo   | 7e Allround | 7e 500 m 7e 1000 m 7e 3000 m 7e 5000 m |

### Duitse kampioenschappen
| Jaar | Resultaten       | Resultaten                   |
| ---- | ---------------- | ---------------------------- |
| 1935 | Allround         | 1e 500 m 2e 1000 m 2e 1500 m |
| 1936 | Allround         | 1e 500 m 1e 1000 m 1e 1500 m |
| 1937 | - Allround       | 1e 500 m 1e 1000 m - 1500 m  |
| 1938 | Allround         | 1e 500 m 1e 1000 m 1e 1500 m |
| 1939 | Niet deelgenomen | Niet deelgenomen             |
| 1940 | Allround         | 1e 500 m 1e 1000 m 1e 1500 m |
| 1941 | Allround         | 2e 500 m 5e 1000 m 2e 1500 m |
| 1942 | Allround         | 2e 500 m 2e 1000 m 1e 1500 m |
| 1943 | Allround         | 3e 500 m 2e 1000 m 2e 1500 m |

## Persoonlijke records
| Afstand    | Tijd     | Datum            | Baan                   |
| ---------- | -------- | ---------------- | ---------------------- |
| 500 meter  | 53,40    | 24 februari 1938 | Sandefjord             |
| 1000 meter | 1.47,70  | 12 januari 1941  | Garmisch-Partenkirchen |
| 1500 meter | 2.55,00  | 21 februari 1938 | Halden                 |
| 3000 meter | 6.05,80  | 30 januari 1937  | Davos                  |
| 5000 meter | 10.42,50 | 9 februari 1938  | Oslo                   |